# دانيال سانشيز
دانيال سانشيز (Daniel Sanchez) (21 نوفمبر 1953 في وجدة في المغرب – )؛ هو لاعب كرة قدم سابق كان يلعب كمهاجم.

## وصلات خارجية
- دانيال سانشيز على موقع قاعدة بيانات كرة القدم.إي يو (الإنجليزية)
- دانيال سانشيز على موقع Soccerway.com (الإنجليزية)
- دانيال سانشيز على موقع عالم كرة القدم.نت (الإنجليزية)

- J.League Data Site (باليابانية)